# Rimbo pastorat
Rimbo pastorat var ett pastorat som bestod av fem församlingar:
- Rimbo församling
- Fasterna församling från 1962
- Husby, Skederid och Rö församling från 2008 som ersatte
  - Rö församling
  - Skederid församling som ingick från 1962
  - Husby-Sjuhundra församling som ingick från 1962
- Närtuna församling från 1972
- Gottröra församling från 1972

Pastoratet upphöra den 1 januari 2018 till Roslagens västra pastorat.
Pastoratet tillhörde Upplands östra kontrakt i Uppsala stift. Församlingarna ligger i Norrtälje kommun och pastoratskoden är 010401.